# Аметистовая нектарница
Амети́стовая нектарница (лат. Chalcomitra amethystina) — вид воробьиных птиц из семейства нектарницевых (Nectariniidae).
Распространены в основном к югу от экватора. Селятся в местах хорошо снабжённых водой и совершают сезонные передвижения, чтобы посетить цветущие леса. Исчезновение некоторых лесных массивов повлияло на их численность на местном уровне, но их ареал также расширился вместе с распространением лесных садов.

## Поведение
В основном данная птица обитает парами, но также большое количество особей может концентрироваться на цветущих деревьях, где они агрессивно действуют по отношению к другим видам нектарницевых. Песня — это громкое продолжительное щебетание. Пища включает молодых термитов, пауков и нектар. 

## Среда обитания
Аметистовые нектарницы широко распространены в лесах, опушках и пригородных садах. Редко встречаются в сухой саванне или засушливых регионах, где они селятся в прибрежных лесах или скоплениях нектароносных растений, и явно редки в долине Лимпопо и регионах Мопане. Отчётливый летний приток заметен в долине Замбези и лесных массивах Большого Зимбабве, куда они прилетают летом (с сентября / октября по апрель) в песчаные леса Калахари. На склонах, обращённых к морю, данный вид очень часто живёт на высоте до 1800 метров.

### Ареал
Встречается в Анголе, Ботсване, Бурунди, Замбии, Зимбабве, Габоне, Кении, Малави, Мозамбике, Намибии, Республике Конго, Сомали, Танзании, Уганде, Эсватини, Эфиопии, ЮАР и Южном Судане.

## Размножение
Во время ухаживания самец прыгает на ветке рядом с самкой, опускает одно крыло, затем другое и, наконец, оба крыла.

### Гнездо
Гнёзда аметистовых нектарниц широко расставлены, гнездо строит самка. Излюбленные деревья включают экзотические эвкалипты и сосны, и часто находятся рядом со зданиями или деятельностью человека. Гнеёда прикрепляются к свисающей ветке под навесом или скрываются листвой. Гнёзда строят из стеблей мелкой травы. Гнездо часто украшают лишайниками или другим мусором. Откладываются два крапчатых яйца, но из одного и того же гнезда могут производиться последовательные кладки за один сезон. В гнёздах паразитирует бронзовая кукушка Клааса.